# Galningene fra Dnipropetrovsk
Galningene fra Dnipropetrovsk (ukrainsk: Дніпропетровські маніяки, tr. Dnipropetrovski manijaki; russisk: Днепропетровские маньяки, tr. Dnepropetrovskije manjaki) er et populært udtryk anvendt i medier om de to mordere, Viktor Sayenko og Igor Suprunyuk, der som 19 årige i juni og juli 2007 begik 21 brutale mord i Ukraine. De filmede morderne, og en af de 21 videoer røg på internettet. Alle mordene blev begået med enten hammer, koben eller skruetrækker.

## Mordene
Det første mord bliver begået den 25. juni 2007 mod en 33-årig kvinde, Ekaterina Illchenko, der var på vej hjem fra en veninde. Hun blev slået ud med hammer og derefter dræbt. Offeret blev fundet af sin mor.
Kun en time senere blev det næste offer angrebet. En ung hjemløs, Roman Tatarevich, der var påvirket af alkohol, sov på en bænk. Morderne havde denne gang gået hårdere til værks, da han blev slået op til 12 gange med hammer i ansigtet, før han døde.
Den 1. juli blev de 26-årige Evgeniya Grischenko og Nikolai Serchuk fundet myrdede i en by nær Novomoskovsk.
Om natten den 6. juli blev yderligere tre mord begået. Det første offer var 16-årige Egor Nechvoloda, der var på vej hjem fra en natklub. Da hans mor fandt ham timer senere, var ansigtet ugenkedeligt. 28-årige Elena Shram var næste offer. Elena blev slået flere gange i hovedet med en hammer, også hun var ugenkendelig. Senere samme nat blev Valentina Hanzha, en mor til tre, slået ned og myrdet.
Den 7. juli blev to 14-årige drenge angrebet, mens de fiskede. Drengen Andrei Sidyuck blev dræbt, mens den anden dreng undslap.
Den 12. juli angreb de den 48-årige, kræftramte mand, Sergei Yatzenko, der var på vej hjem på sin motorcykel. Da han kom kørende, stoppede Igor og Viktor ham, og da han steg af motorcyklen og kom tæt nok på, blev han slået ned med hammeren. De trak ham ind i en skov og myrdede ham med ham med en hammer. Hans ansigt var ugenkedeligt. Liget blev fundet 3 dage senere. Videoen, der var blevet optaget af mordet, blev senere lagt ud på internettet.
Yderligere tolv mord skete, og flere fandt sted samme dag. Ofrene blev tilfældigt udvalgt. Mange var sårbare ofre såsom kvinder, børn, ældre, alkoholikere, handikappede og vagabonder. De fleste ofre blev dræbt med værktøj, og oftest gik det ud over ofrenes ansigter. Mange af ofrene var også lemlæstet og tortureret. Nogle af ofrene havde fået øjnene stukket ud, mens de stadig var i live. Et af ofrene var en gravid kvinde, hvis foster blev skåret ud. Der var ingen tegn på seksuelt overgreb. Nogle af ofrene blev frarøvet deres mobiltelefoner og andre genstande.

## Dom
De to mordere blev idømt livstid.
En tredje person blev idømt 9 års fængsel for to røverier begået i den ene morders bil. Selv udtalte han efterfølgende: “Hvis jeg vidste, hvad de to var i stand til at gøre, ville jeg ikke nærmere mig dem, om jeg så havde en pistol for hovedet”.

## Motivation
Anklageren kunne ikke etablere et motiv bag drabene, men lokale medier rapporterede, at de planlagde at blive rige på drabene. En af de mistænktes kæreste sagde, at de ville lave 40 videoer af deres drab, som de havde en aftale om at sælge til "en rig udenlandsk hjemmesideejer", der bestilte 40 "snuff videos". Der er dog intet bevis på dette. Andre mente, at de dræbte for underholdningens skyld